# Osteocondrodisplasia

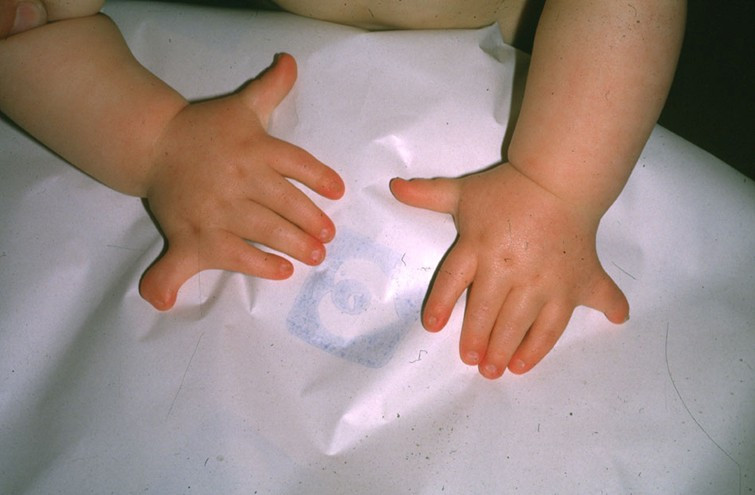
Polidactilia en el Síndrome de Ellis-van Creveld

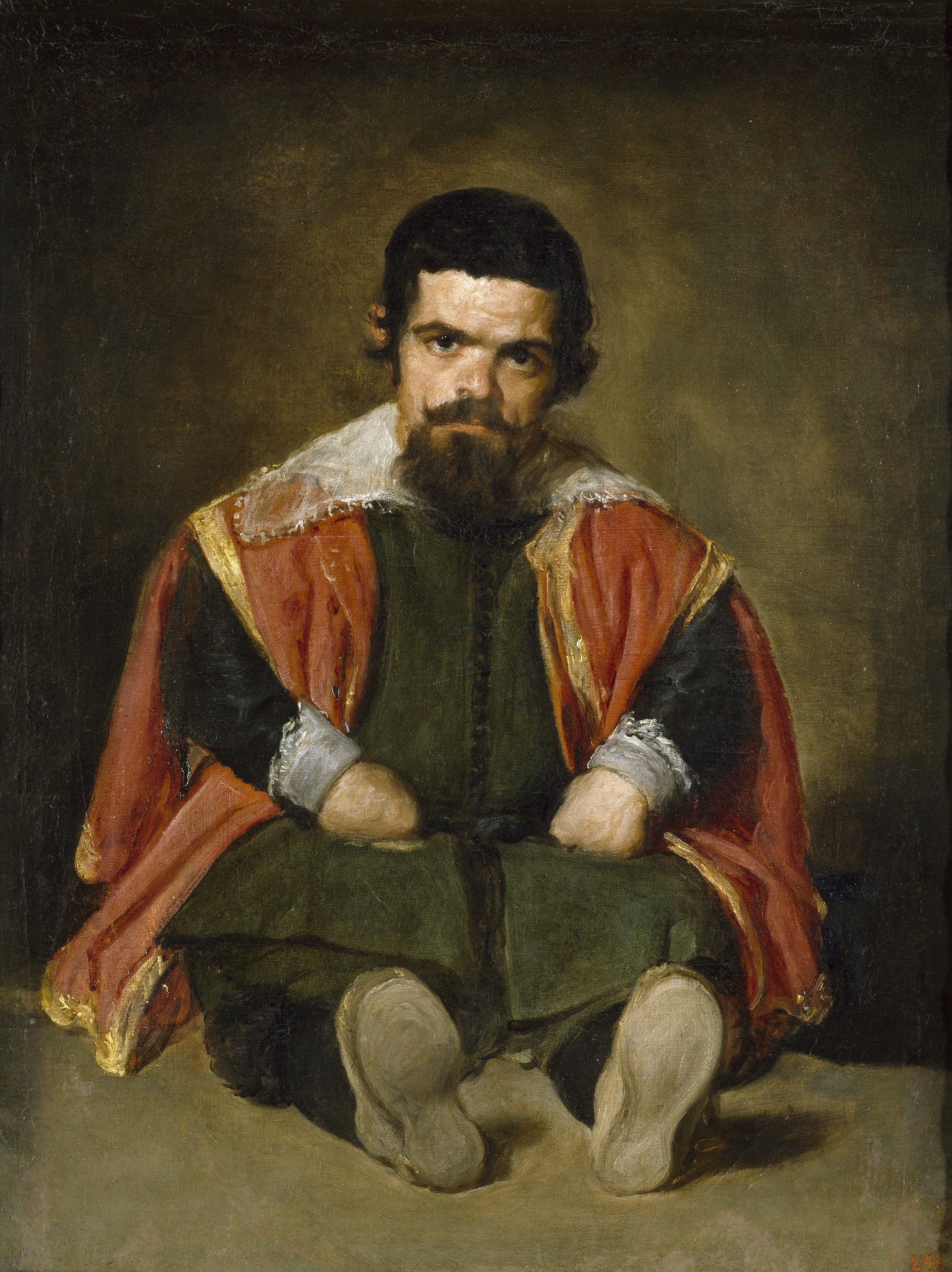
El bufón don Sebastián de Morra, un enfermo acondroplásico, pintado por Velázquez.

Las osteocondrodisplasias, también llamadas displasias óseas, son un conjunto de enfermedades de origen congénito que producen una alteración en el tamaño forma o resistencia de los huesos, sobre todo de las extremidades y la columna vertebral, provocando con frecuencia talla baja o enanismo. Se han descrito más de 300 displasias óseas, la mayor parte de las cuales son trastornos de origen genético que se heredan según un patrón autosómico dominante, aunque lo más habitual es que se presenten casos esporádicos por mutaciones nuevas. La entidad más conocida del grupo es la acondroplasia.

## Frecuencia
En conjunto se presenta un caso por cada 4100 niños nacidos.

## Clasificación
Con arreglo al mecanismo bioquímico que provoca la enfermedad, pueden clasificarse en los siguientes grupos:
- Por afectación de los receptores transmembrana. 
  - Acondroplasia. Existe baja estatura por acortamiento de las extremidades. El cráneo está agrandado, pero el tronco conserva su tamaño normal.[3]
  - Hipocondroplasia. Presenta acortamiento de extremidades, menos marcado que en la acondroplasia y con estructura facial y craneal normal.
  - Displasia tanatofórica. En casi todos los casos es una enfermedad mortal poco después del nacimiento, provoca acortamiento de las 4 extremidades, aumento del diámetro del cráneo, tórax estrecho y falta de desarrollo de los pulmones.

- Por afectación de las proteínas que constituyen el cartílago.
  - Pseudoacondroplasia. También llamada displasia espondiloepifisaria, Se caracteriza por un déficit de crecimiento grave y diversas malformaciones: piernas arqueadas, manos y pies cortos y anchos y laxitud articular, sobre todo en las manos.[4]
  - Displasia epifisaria múltiple. Es una anomalía en el desarrollo de las epífisis de los huesos. Se producen deformidades óseas que afectan a las articulaciones y provocan artrosis temprana.

- Por afectación del transporte de iones.
  - Acondrogénesis. Provoca grave afectación en el desarrollo del hueso y el cartílago, los miembros y el tronco son muy cortos. Es letal inmediatamente después del parto.

- Trastornos que afectan a los factores de transcripción
  - Displasia campomélica. Se caracteriza por encurvamiento de los huesos largos, como la tibia y el fémur. Otras anomalías presentes son malformaciones genitourinarias, faciales, cardiacas, pulmonares y neurológicas.
  - Displasia cleidocraneal. Afecta preferentemete a los huesos de procedencia membranosa, como las clavículas y los huesos del cráneo. Se transmite de forma autosómica dominante y está causada por una mutación localizada en el brazo corto del cromosoma 6.

- Por una deficiencia en la reabsorción ósea
  - Osteopetrosis. Enfermedad congénita que provoca desarrollo anormal de los huesos e interfiere con la formación de la médula ósea, causa además ceguera, raquitismo y huesos frágiles.
  - Picnodisostosis. Enfermedad muy rara que se caracteriza por baja estatura y huesos frágiles.

- Otros trastornos
  - Osteogénesis imperfecta. Es un defecto genético que ocasiona huesos muy frágiles, por lo que se presentan frecuentes fracturas.
  - Síndrome de Marfan. Los miembros son muy largos, las articulaciones más flexibles de lo normal y existen varias anomalías asociadas, entre ellas luxación del cristalino y alteraciones de la arteria aorta y válvulas cardiacas.
  - Síndrome de Ellis-van Creveld. Se asocian diversas anomalías, entre ellas talla baja, polidactilia y malformaciones del corazón.
  - Distrofia torácica asfixiante. Se caracteriza por tórax estrecho, extremidades cortas, anormalidades de la pelvis y los riñones. Es una enfermedad potencialmente mortal fundamentalmente por la falta de desarrollo de los pulmones.
  - Hipoplasia cartílago cabello. Los síntomas principales consisten en miembros cortos y deformes, cabello fino y de crecimiento lento.
  - Displasia epifisiaria-falángica en forma de ángel. Las falanges de los dedos adoptan un aspecto característico en la radiografía que recuerda a un ángel, de donde proviene el nombre de la afección.[5]
  - Diafanoespondilodisostosis.
  - Displasia mesomélica de Langer.
  - Discondrosteosis de Léri-Weil.[6]